# Emmanuel de Rougé

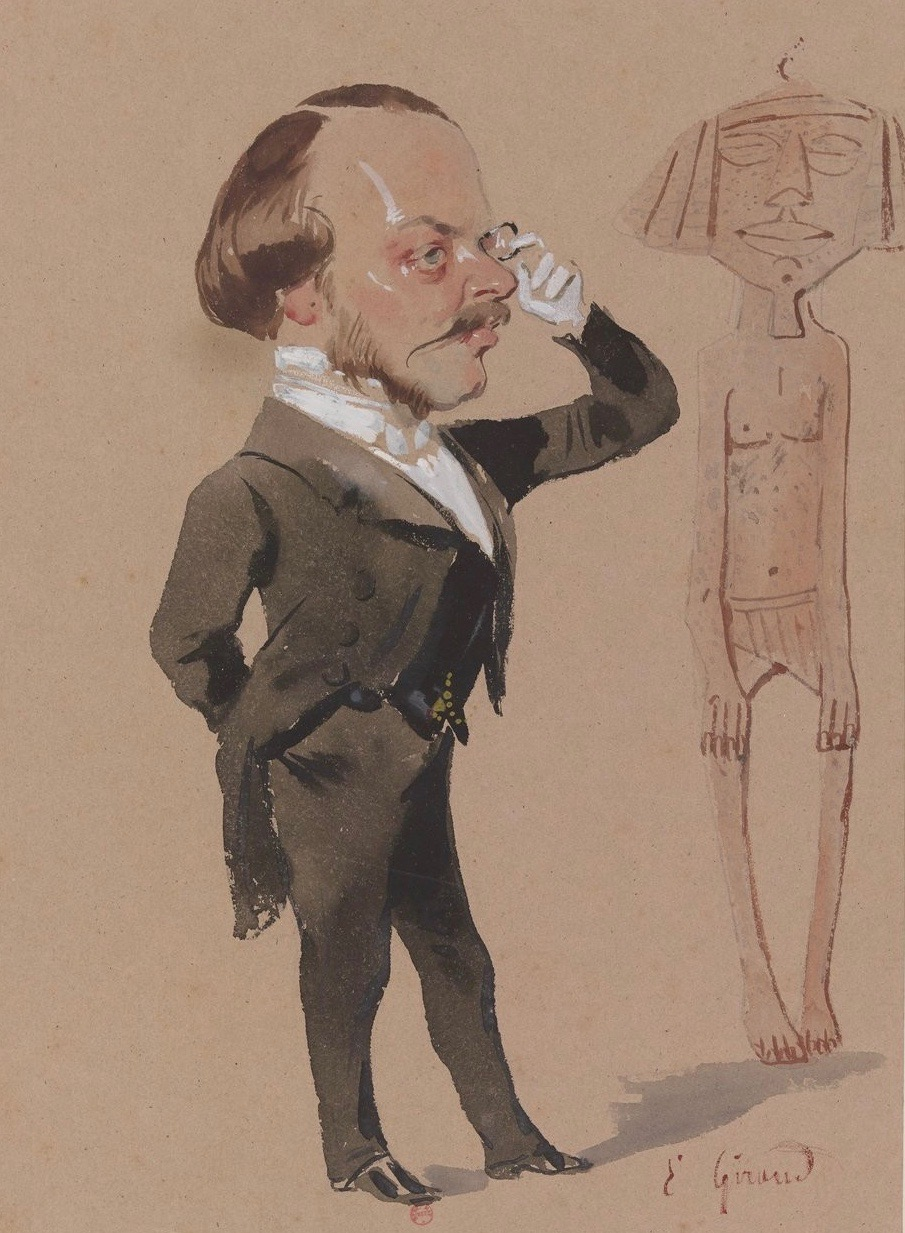
Emmanuel de Rougé in einer zeitgenössischen Karikatur von Eugène Giraud

Vicomte Olivier-Charles-Camille-Emmanuel de Rougé (* 11. April 1811 in Paris; † 27. Dezember 1872 auf Schloss Bois-Dauphin in Précigné, Département Sarthe) war ein  französischer Ägyptologe.

## Leben
De Rougé entstammte einer alten bretonischen Adelsfamilie, sein Vater Augustin de Rougé (1783–1865) war Militär und der 7. Marquis de Faÿ. Als zweitgeborener Sohn trug Emmanuel de Rougé selbst den Titel eines Vicomten. Nach dem Besuch einer Jesuitenschule schlug er entgegen der Familientradition keine Militärlaufbahn ein, sondern studierte zuerst Rechtswissenschaft und strebte eine Stelle im Conseil d’État an. Nach der Julirevolution von 1830 verhinderte aber die Gegnerschaft seines Vaters zum neuen „Bürgerkönig“ Louis-Philippe I. und die Loyalität seiner Familie zum gestürzten König Karl X. eine Karriere de Rougés in der höheren Verwaltung.
Er lebte anschließend auf den Gütern seines Vaters in Anjou und wandte sich dem Studium der orientalischen Sprachen (Hebräisch, Arabisch) zu, namentlich bei Antoine-Isaac Silvestre de Sacy. Nachdem er 1836 durch Zufall auf den ersten Band von Jean-François Champollions Ägyptischer Grammatik gestoßen war, widmete sich de Rougé ab 1844 ausschließlich der Ägyptologie und wurde 1849 zum Konservator der ägyptischen Sammlung im Louvre ernannt. Schon 1853 hatten ihm seine Arbeiten einen solchen Ruf verschafft, dass er zum Mitglied der Académie des Inscriptions et belles-lettres gewählt wurde. Nach der Februarrevolution 1848 und der Ausrufung des Zweiten Kaiserreichs unter Napoleon III. wurde de Rougé 1854 doch noch Staatsrat in der Abteilung des Innern und des öffentlichen Unterrichts (bis 1870).
Nach Charles Lenormants Tod (1859) wurde er 1860 zum Professor der ägyptischen Archäologie am Collège de France ernannt. Von der Gründung der École pratique des hautes études (EPHE) 1868 bis zu seinem Tod hatte de Rougé außerdem in deren historisch-philologischer Abteilung den Lehrstuhl für Ägyptische Philologie und Altertumskunde inne. Kaiser Napoleon III. ernannte de Rougé 1868 zum Kommandeur der Ehrenlegion und im August 1870 zum Senator, dieses Dekret entfaltete aber nach der verlorenen Schlacht von Sedan und dem Ende des Kaiserreichs keine Wirkung mehr. Emmanuel de Rougé starb 1872 im Alter von 61 Jahren. Sein früherer Schüler Gaston Maspero folgte ihm auf dem Lehrstuhl an der EPHE.

## Werk
Die Werke Rougés bestehen hauptsächlich aus Abhandlungen für die Revue archéologique (seit 1847) und die Mémoires des Instituts. Er übersetzte aus d’Orbineys Papyrus im Britischen Museum den (vor 3000 Jahren verfassten) ägyptischen Roman Die zwei Brüder (der erste erfolgreiche Versuch, einen ganzen hieratischen Papyrus zu übersetzen) und später das Sesostris-Epos. Ferner schrieb er eine sorgfältige Analyse einer Inschrift im Grab Aahmes (aus der 18. Dynastie) sowie eine andere über eine Stele Ramses’ XII. in der Bibliothèque nationale. Auch verfasste er die sehr wertvollen Recherches sur les monuments qu’on peut attribuer aux six premières dynasties de Manéthon (Paris 1865) und eine Chrestomathie égyptienne, deren Herausgabe erst nach seinem Tod beendigt wurde (4 Hefte, 1867 bis 1876).
Sein Sohn Jacques edierte aus seinem Nachlass:
- Inscriptions hiéroglyphiques copiées en Égypte, 4 Bde., Paris 1877–79
- Inscriptions et notices recueillies à Edfou, 2 Bde., Paris 1880